# 兵庫県道290号稲畑柏原線
兵庫県道290号稲畑柏原線（ひょうごけんどう290ごう いなはたかいばらせん）は、兵庫県丹波市を通る一般県道である。

## 概要
丹波市氷上町稲畑から丹波市柏原町柏原に至る。

### 路線データ
- 起点：丹波市氷上町稲畑[1]（稲畑交差点、国道175号交点）
- 終点：丹波市柏原町柏原[1]（柏原下町交差点、国道176号交点）
- 総延長：5.0 km[1]

## 路線状況

### 重複区間
- 兵庫県道291号奥野々氷上線（丹波市柏原町北山・新井小学校北交差点 - 丹波市柏原町大新屋）

## 地理

### 通過する自治体
- 丹波市

### 交差する道路
| 交差する道路                           | 交差する場所 | 交差する場所          |
| -------------------------------------- | ------------ | --------------------- |
| 国道175号                              | 氷上町稲畑   | 稲畑交差点 / 起点     |
| 兵庫県道291号奥野々氷上線 重複区間起点 | 柏原町北山   | 新井小学校北交差点    |
| 兵庫県道291号奥野々氷上線 重複区間終点 | 柏原町大新屋 |                       |
| 国道176号                              | 柏原町柏原   | 柏原下町交差点 / 終点 |

### 交差する鉄道
- 福知山線

### 沿線
- 丹波市立新井小学校